# Promozione Sardegna 1980-1981
Nella stagione 1980-1981 la Promozione era il sesto livello del calcio italiano (il massimo livello regionale).
Il campionato è strutturato in vari gironi all'italiana su base regionale, gestiti dai Comitati Regionali di competenza. Promozioni alla categoria superiore e retrocessioni in quella inferiore non erano sempre omogenee; erano quantificate all'inizio del campionato dal Comitato Regionale secondo le direttive stabilite dalla Lega Nazionale Dilettanti, ma flessibili, in relazione al numero delle società retrocesse dal Campionato Interregionale e perciò, a seconda delle varie situazioni regionali, la fine del campionato poteva avere degli spareggi sia di promozione che di retrocessione.
Questo è il campionato regionale della regione Sardegna organizzato dal Comitato Regionale Sardo.

## Formula
Tre squadre promosse sul campo con spareggio fra le migliori seconde classificate.

Due retrocessioni per ogni girone in Prima Categoria.

È l'ultima stagione in cui, in caso di parità fra squadre impegnate in zona retrocessione e promozione, le squadre sono state classificate utilizzando la differenza reti generale ed è stato applicato per il girone A per definire la miglior squadra classificata al secondo posto delle tre a 40 punti.

Per lo stesso motivo fra Torpedo e Ferrini non è stato giocato alcun spareggio retrocessione.

## Girone A

### Squadre partecipanti
| Club                     | Città                    |
| ------------------------ | ------------------------ |
| G.S. Atletico            | Cagliari                 |
| S.S. Carloforte          | Carloforte (CA)          |
| Pol. Ferrini             | Cagliari                 |
| G.S. Gonnesa             | Gonnesa (CA)             |
| G.S. Guspini Santos      | Guspini (CA)             |
| U.S. Monreale            | San Gavino Monreale (CA) |
| G.S. Monserrato          | Monserrato (CA)          |
| G.S. Orione              | Selargius (CA)           |
| S.S. Riunite Decimoputzu | Decimoputzu (CA)         |
| S.S. Riunite Villacidro  | Villacidro (CA)          |
| G.S. San Marco           | Cabras (CA)              |
| U.S. San Sperate         | San Sperate (CA)         |
| G.S. Sestu               | Sestu (CA)               |
| Gioventù Sportiva Sinnai | Sinnai (CA)              |
| S.Pol. Tharros           | Oristano                 |
| G.S.C.P. Torpedo         | Cagliari                 |

### Classifica finale
|  | Pos. | Squadra             | Pt  | G   | V   | N   | P   | GF  | GS  | DR  |
|  | ---- | ------------------- | --- | --- | --- | --- | --- | --- | --- | --- |
|  | 1.   | Sinnai              | 44  | 30  | 18  | 8   | 4   | 37  | 24  | +13 |
|  | 2.   | Monreale            | 40  | 30  | 15  | 10  | 5   | 32  | 20  | +12 |
|  | 3.   | Tharros             | 40  | 30  | 16  | 8   | 6   | 44  | 27  | +17 |
|  | 4.   | Carloforte          | 40  | 30  | 14  | 12  | 4   | 50  | 25  | +25 |
|  | 5.   | Gonnesa             | 37  | 30  | 15  | 7   | 8   | 37  | 28  | +9  |
|  | 6.   | San Marco           | 33  | 30  | 12  | 9   | 9   | 53  | 34  | +19 |
|  | 7.   | Orione              | 31  | 30  | 12  | 7   | 10  | 37  | 35  | +2  |
|  | 8.   | San Sperate         | 27  | 30  | 8   | 11  | 11  | 35  | 33  | +2  |
|  | 8.   | Atletico            | 27  | 30  | 7   | 13  | 10  | 32  | 39  | -7  |
|  | 10.  | Guspini Santos      | 26  | 30  | 8   | 10  | 12  | 24  | 31  | -7  |
|  | 11.  | Sestu               | 25  | 30  | 6   | 13  | 11  | 22  | 36  | -14 |
|  | 12.  | Monserrato          | 24  | 30  | 6   | 12  | 12  | 27  | 46  | -19 |
|  | 12.  | Riunite Decimoputzu | 24  | 30  | 10  | 4   | 16  | 31  | 31  | 0   |
|  | 14.  | Torpedo             | 22  | 30  | 7   | 8   | 15  | 21  | 37  | -16 |
|  | 15.  | Ferrini             | 22  | 30  | 6   | 10  | 14  | 28  | 46  | -18 |
|  | 16.  | Riunite Villacidro  | 16  | 30  | 3   | 10  | 17  | 16  | 44  | -28 |
|  |      |                     | 478 | 480 | 163 | 152 | 165 | 526 | 536 | 0   |

Legenda:
      Promossa e/o ammessa in Interregionale.
      Retrocessa in Prima Categoria 1981-1982.
Regolamento:
Due punti a vittoria, uno a pareggio, zero a sconfitta.
In caso di pari punti per le squadre fuori dalla zona promozione e retrocessione era in vigore il pari merito.
In caso di pari punti in zona retrocessione non si è giocata una partita di spareggio ma si è tenuto conto della differenza reti generale.

## Girone B

### Squadre partecipanti
| Club                | Città                |
| ------------------- | -------------------- |
| Pol. Alghero        | Alghero (SS)         |
| U.S. Castelsardo    | Castelsardo (SS)     |
| S.S. Fertilia       | Fertilia (SS)        |
| G.S. Fortitudo G.I. | Sassari              |
| Pol. Ilvarsenal     | La Maddalena (SS)    |
| Pol. Ittiri         | Ittiri (SS)          |
| A.S. Macomer        | Macomer (NU)         |
| Pol. Montalbo       | Siniscola (NU)       |
| U.S. Nuorese        | Nuoro                |
| Pol. Ossese         | Ossi (SS)            |
| A.C. Portotorres    | Porto Torres (SS)    |
| U.S. Sennori        | Sennori (SS)         |
| U.S. Sorso          | Sorso (SS)           |
| G.S. Tavolara       | Olbia (SS)           |
| U.S. Tempio         | Tempio Pausania (SS) |
| Pol. Thiesi         | Thiesi (SS)          |

### Classifica finale
|  | Pos. | Squadra        | Pt | G  | V  | N  | P  | GF | GS | DR  |
|  | ---- | -------------- | -- | -- | -- | -- | -- | -- | -- | --- |
|  | 1.   | Sorso          | 45 | 30 | 19 | 7  | 4  | 52 | 21 | +31 |
|  | 2.   | Nuorese        | 42 | 30 | 17 | 8  | 5  | 46 | 22 | +24 |
|  | 3.   | Castelsardo    | 39 | 30 | 14 | 11 | 5  | 49 | 26 | +23 |
|  | 4.   | Fertilia       | 37 | 30 | 13 | 11 | 6  | 37 | 24 | +13 |
|  | 5.   | Tempio         | 35 | 30 | 14 | 7  | 9  | 41 | 35 | +6  |
|  | 6.   | Ilvamaddalena  | 33 | 30 | 14 | 5  | 11 | 34 | 27 | +7  |
|  | 6.   | Sennori        | 33 | 30 | 14 | 5  | 11 | 30 | 26 | +4  |
|  | 6.   | Alghero        | 33 | 30 | 13 | 7  | 10 | 37 | 32 | +5  |
|  | 9.   | Portotorres    | 32 | 30 | 12 | 8  | 10 | 36 | 25 | +11 |
|  | 9.   | Tavolara       | 32 | 30 | 12 | 8  | 10 | 36 | 31 | +5  |
|  | 11.  | Thiesi         | 31 | 30 | 10 | 11 | 9  | 27 | 31 | -4  |
|  | 12.  | Macomer        | 22 | 30 | 7  | 8  | 15 | 21 | 42 | -21 |
|  | 13.  | Montalbo       | 21 | 30 | 6  | 9  | 15 | 20 | 37 | -17 |
|  | 14.  | Ittiri         | 20 | 29 | 8  | 4  | 17 | 29 | 44 | -15 |
|  | 15.  | Fortitudo G.I. | 13 | 29 | 3  | 7  | 19 | 21 | 50 | -29 |
|  | 15.  | Ossese         | 13 | 30 | 4  | 5  | 21 | 15 | 57 | -42 |

Legenda:
      Promossa e/o ammessa in Interregionale.
      Retrocessa in Prima Categoria 1981-1982.
Regolamento:
Due punti a vittoria, uno a pareggio, zero a sconfitta.
In caso di pari punti per le squadre fuori dalla zona promozione e retrocessione era in vigore il pari merito.
In caso di pari punti in zona retrocessione non si è giocata una partita di spareggio ma si è tenuto conto della differenza reti generale.

## Spareggio vittoria campionato
La finale del campionato si svolse a Nuoro, il 30 maggio del 1981, tra il Sinnai, vincitore del girone A, e il Sorso, vincitore del girone. Nonostante la vittoria del Sinnai per 2-1, il titolo fu assegnato al Sorso, dal momento che i gialloblù schierarono dei giocatori squalificati.
|        | Risultato |       | Luogo e data          |
| ------ | --------- | ----- | --------------------- |
| Sinnai | 2-1       | Sorso | Nuoro, 30 maggio 1981 |
|        |           |       |                       |

## Spareggio promozione
Lo spareggio è stato necessario per stabilire la terza squadra promossa sul campo; partecipavano allo spareggio le seconde migliori classificate dei due gironi.
|          | Risultato        |         | Luogo e data            |
| -------- | ---------------- | ------- | ----------------------- |
| Monreale | 0-0 (5-4 d.c.r.) | Nuorese | Macomer, 14 giugno 1981 |
|          |                  |         |                         |